# Nannoniscus aequiremus
Nannoniscus aequiremus är en kräftdjursart som beskrevs av Hansen 1916. Nannoniscus aequiremus ingår i släktet Nannoniscus och familjen Nannoniscidae. Inga underarter finns listade i Catalogue of Life.